# 屈伦塔尔
屈伦塔尔是德国巴伐利亚州的一个市镇。总面积7.13平方公里，总人口838人，其中男性424人，女性414人（2011年12月31日），人口密度118人/平方公里。